# Chaceon inghami
Chaceon inghami är en kräftdjursart som först beskrevs av Manning och Lipke Bijdeley Holthuis 1986.  Chaceon inghami ingår i släktet Chaceon och familjen Geryonidae. Inga underarter finns listade i Catalogue of Life.